# Andrea Cambiaso
Andrea Cambiaso (Genova, 20 febbraio 2000) è un calciatore italiano, difensore o centrocampista della Juventus e della nazionale italiana.

## Caratteristiche tecniche
È un terzino sinistro che può giocare anche sulla fascia destra, a suo agio da laterale indifferentemente in una difesa a 4 o a 3 elementi. Ben si disimpegna anche da esterno di centrocampo nel 4-4-2 e, all'occorrenza, come centrale di centrocampo. Giocatore di spinta, mostra una propensione alla fase offensiva, in cui si distingue per gli assist che può fornire ai compagni; rapido e bravo in progressione, è dotato di un buon cambio di passo e di tecnica individuale.

## Carriera

### Club

#### Genoa e prestiti
Cresciuto nelle giovanili del Genoa, per la stagione 2017-2018 viene ceduto in prestito all'Albissola, in Serie D, con la quale conquista la promozione in Serie C al termine del campionato. Nel successivo viene mandato in prestito al Savona, sempre in D.
Il 2 agosto 2019 viene ceduto a titolo temporaneo all'Alessandria, club militante in C; debutta con la squadra il 25 dello stesso mese, in apertura di stagione contro il Gozzano. Nella stagione 2020-2021 viene ceduto in prestito all'Empoli, in Serie B. Ottiene, complice la presenza nel suo ruolo di Fabiano Parisi e Aleksa Terzić, solo 7 presenze in campionato con l'allenatore Alessio Dionisi, ma partecipa da comprimario alla vittoria del torneo cadetto e annessa promozione in Serie A.
Ritorna al Genoa nella stagione 2021-2022 ed esordisce in A il 21 agosto, a 21 anni, nella gara della prima giornata di campionato persa 4-0 contro l'Inter a San Siro. Titolare sin da subito dei liguri, il 29 dello stesso mese realizza il suo primo gol in massima divisione, nella sconfitta casalinga per 2-1 contro il Napoli.

#### Bologna
Le prestazioni offerte nella prima stagione in A gli valgono le attenzioni della Juventus, che il 14 luglio 2022 lo acquista a titolo definitivo per 8,5 milioni di euro più bonus; contestualmente, per la stagione successiva, la squadra torinese lo cede in prestito al Bologna, dove s'impone nell'undici titolare e contribuisce al positivo campionato di metà classifica dei felsinei.

#### Juventus
Rientrato in pianta stabile a Torino nell'estate 2023, esordisce in maglia bianconera il successivo 20 agosto, nella vittoria esterna 0-3 sull'Udinese. Realizza il suo primo gol per i piemontesi il 28 ottobre dello stesso anno, decisivo nel successo interno 1-0 sul Verona; quindi il 4 gennaio 2024 trova la sua prima rete in Coppa Italia, nel 6-1 inflitto alla Salernitana negli ottavi di finale. Chiude la sua prima stagione a Torino proprio con la vittoria della Coppa Italia: nella finale di Roma contro l'Atalanta, serve l'assist a Dušan Vlahović per il gol-partita.
All'inizio della stagione seguente, il 17 settembre 2024 debutta in UEFA Champions League in occasione della vittoria interna per 3-1 sul PSV.

### Nazionale
Il 30 agosto 2021 riceve la sua prima convocazione nella nazionale Under-21, da parte del commissario tecnico Paolo Nicolato. Fa il suo esordio con gli Azzurrini il 12 novembre seguente, disputando da titolare la partita vinta per 2-0 a Dublino contro l'Irlanda, valida per le qualificazioni all'europeo Under-21 2023. Nel giugno 2023 viene incluso nella lista dei convocati per la fase finale dell'europeo di categoria, organizzato in Georgia e Romania: ottiene una presenza, subentrando a Raoul Bellanova nella terza partita della fase a gironi, contro la Norvegia, che sancisce l'eliminazione dell'Italia dalla manifestazione.
Nel novembre del 2023 viene convocato per la prima volta in nazionale maggiore dal selezionatore Luciano Spalletti, per le partite di qualificazione al campionato d'Europa 2024 contro Macedonia del Nord e Ucraina, senza tuttavia venire impiegato; il debutto è rimandato al 21 marzo 2024, all'età di 24 anni, quando scende in campo da titolare nell'amichevole di Fort Lauderdale contro il Venezuela, vinta per 1-2. Il successivo 6 giugno viene inserito nella lista dei 26 convocati per la fase finale dell'europeo, in cui totalizza 3 presenze tutte da subentrato. Il 10 ottobre 2024 realizza la sua prima rete in nazionale maggiore, aprendo le marcature nella gara di UEFA Nations League disputata a Roma contro il Belgio e pareggiata per 2-2.

## Statistiche

### Presenze e reti nei club
Statistiche aggiornate al 1º luglio 2025.
| Stagione        | Squadra         | Campionato      | Campionato | Campionato | Coppe nazionali | Coppe nazionali | Coppe nazionali | Coppe continentali | Coppe continentali | Coppe continentali | Altre coppe | Altre coppe | Altre coppe | Totale | Totale |
| Stagione        | Squadra         | Comp            | Pres       | Reti       | Comp            | Pres            | Reti            | Comp               | Pres               | Reti               | Comp        | Pres        | Reti        | Pres   | Reti   |
| --------------- | --------------- | --------------- | ---------- | ---------- | --------------- | --------------- | --------------- | ------------------ | ------------------ | ------------------ | ----------- | ----------- | ----------- | ------ | ------ |
| 2017-2018       | Albissola       | D               | 21+3       | 0          | CI-D            | 1               | 0               | -                  | -                  | -                  | -           | -           | -           | 25     | 0      |
| 2018-2019       | Savona          | D               | 32+1       | 2          | CI-D            | 3               | 0               | -                  | -                  | -                  | -           | -           | -           | 36     | 2      |
| 2019-2020       | Alessandria     | C               | 17         | 0          | CI+CI-C         | 1+1             | 0               | -                  | -                  | -                  | -           | -           | -           | 19     | 0      |
| 2020-2021       | Empoli          | B               | 7          | 0          | CI              | 2               | 0               | -                  | -                  | -                  | -           | -           | -           | 9      | 0      |
| 2021-2022       | Genoa           | A               | 26         | 1          | CI              | 2               | 0               | -                  | -                  | -                  | -           | -           | -           | 28     | 1      |
| 2022-2023       | Bologna         | A               | 32         | 0          | CI              | 2               | 0               | -                  | -                  | -                  | -           | -           | -           | 34     | 0      |
| 2023-2024       | Juventus        | A               | 34         | 2          | CI              | 5               | 1               | -                  | -                  | -                  | -           | -           | -           | 39     | 3      |
| 2024-2025       | Juventus        | A               | 33         | 2          | CI              | 1               | 0               | UCL                | 7                  | 0                  | SI+Cmc      | 1+4         | 0           | 46     | 2      |
| 2025-2026       | Juventus        | A               | -          | -          | CI              | -               | -               | UCL                | -                  | -                  | -           | -           | -           | -      | -      |
| Totale Juventus | Totale Juventus | Totale Juventus | 67         | 4          |                 | 6               | 1               |                    | 7                  | 0                  |             | 5           | 0           | 85     | 5      |
| Totale carriera | Totale carriera | Totale carriera | 206        | 7          |                 | 18              | 1               |                    | 7                  | 0                  |             | 5           | 0           | 235    | 8      |

### Cronologia presenze e reti in nazionale
| Cronologia completa delle presenze e delle reti in nazionale ― Italia | Cronologia completa delle presenze e delle reti in nazionale ― Italia | Cronologia completa delle presenze e delle reti in nazionale ― Italia | Cronologia completa delle presenze e delle reti in nazionale ― Italia | Cronologia completa delle presenze e delle reti in nazionale ― Italia | Cronologia completa delle presenze e delle reti in nazionale ― Italia | Cronologia completa delle presenze e delle reti in nazionale ― Italia | Cronologia completa delle presenze e delle reti in nazionale ― Italia |
| Data                                                                  | Città                                                                 | In casa                                                               | Risultato                                                             | Ospiti                                                                | Competizione                                                          | Reti                                                                  | Note                                                                  |
| --------------------------------------------------------------------- | --------------------------------------------------------------------- | --------------------------------------------------------------------- | --------------------------------------------------------------------- | --------------------------------------------------------------------- | --------------------------------------------------------------------- | --------------------------------------------------------------------- | --------------------------------------------------------------------- |
| 21-3-2024                                                             | Fort Lauderdale                                                       | Venezuela                                                             | 1 – 2                                                                 | Italia                                                                | Amichevole                                                            | -                                                                     | 74’                                                                   |
| 24-3-2024                                                             | Harrison                                                              | Ecuador                                                               | 0 – 2                                                                 | Italia                                                                | Amichevole                                                            | -                                                                     | 88’ 89’                                                               |
| 4-6-2024                                                              | Bologna                                                               | Italia                                                                | 0 – 0                                                                 | Turchia                                                               | Amichevole                                                            | -                                                                     | 46’                                                                   |
| 9-6-2024                                                              | Empoli                                                                | Italia                                                                | 1 – 0                                                                 | Bosnia ed Erzegovina                                                  | Amichevole                                                            | -                                                                     |                                                                       |
| 15-6-2024                                                             | Dortmund                                                              | Italia                                                                | 2 – 1                                                                 | Albania                                                               | Euro 2024 - 1º turno                                                  | -                                                                     | 77’                                                                   |
| 20-6-2024                                                             | Gelsenkirchen                                                         | Spagna                                                                | 1 – 0                                                                 | Italia                                                                | Euro 2024 - 1º turno                                                  | -                                                                     | 46’                                                                   |
| 29-6-2024                                                             | Berlino                                                               | Svizzera                                                              | 2 – 0                                                                 | Italia                                                                | Euro 2024 - Ottavi di finale                                          | -                                                                     | 74’                                                                   |
| 6-9-2024                                                              | Parigi                                                                | Francia                                                               | 1 – 3                                                                 | Italia                                                                | UEFA Nations League 2024-2025 - 1º turno                              | -                                                                     |                                                                       |
| 9-9-2024                                                              | Budapest                                                              | Israele                                                               | 1 – 2                                                                 | Italia                                                                | UEFA Nations League 2024-2025 - 1º turno                              | -                                                                     | 64’                                                                   |
| 10-10-2024                                                            | Roma                                                                  | Italia                                                                | 2 – 2                                                                 | Belgio                                                                | UEFA Nations League 2024-2025 - 1º turno                              | 1                                                                     |                                                                       |
| 14-10-2024                                                            | Udine                                                                 | Italia                                                                | 4 – 1                                                                 | Israele                                                               | UEFA Nations League 2024-2025 - 1º turno                              | -                                                                     | 66’                                                                   |
| 14-11-2024                                                            | Bruxelles                                                             | Belgio                                                                | 0 – 1                                                                 | Italia                                                                | UEFA Nations League 2024-2025 - 1º turno                              | -                                                                     | 82’                                                                   |
| 17-11-2024                                                            | Milano                                                                | Italia                                                                | 1 – 3                                                                 | Francia                                                               | UEFA Nations League 2024-2025 - 1º turno                              | 1                                                                     | 78’                                                                   |
| 9-6-2025                                                              | Reggio Emilia                                                         | Italia                                                                | 2 – 0                                                                 | Moldavia                                                              | Qual. Mondiali 2026                                                   | 1                                                                     |                                                                       |
| Totale                                                                |                                                                       | Presenze                                                              | 14                                                                    |                                                                       | Reti                                                                  | 3                                                                     |                                                                       |

| Cronologia completa delle presenze e delle reti in nazionale ― Italia under 21 | Cronologia completa delle presenze e delle reti in nazionale ― Italia under 21 | Cronologia completa delle presenze e delle reti in nazionale ― Italia under 21 | Cronologia completa delle presenze e delle reti in nazionale ― Italia under 21 | Cronologia completa delle presenze e delle reti in nazionale ― Italia under 21 | Cronologia completa delle presenze e delle reti in nazionale ― Italia under 21 | Cronologia completa delle presenze e delle reti in nazionale ― Italia under 21 | Cronologia completa delle presenze e delle reti in nazionale ― Italia under 21 |
| Data                                                                           | Città                                                                          | In casa                                                                        | Risultato                                                                      | Ospiti                                                                         | Competizione                                                                   | Reti                                                                           | Note                                                                           |
| ------------------------------------------------------------------------------ | ------------------------------------------------------------------------------ | ------------------------------------------------------------------------------ | ------------------------------------------------------------------------------ | ------------------------------------------------------------------------------ | ------------------------------------------------------------------------------ | ------------------------------------------------------------------------------ | ------------------------------------------------------------------------------ |
| 12-11-2021                                                                     | Dublino                                                                        | Irlanda under 21                                                               | 0 – 2                                                                          | Italia under 21                                                                | Qual. Europeo Under-21 2023                                                    | -                                                                              |                                                                                |
| 16-11-2021                                                                     | Frosinone                                                                      | Italia under 21                                                                | 4 – 2                                                                          | Romania under 21                                                               | Amichevole                                                                     | -                                                                              | 46’                                                                            |
| 6-6-2022                                                                       | Differdange                                                                    | Lussemburgo under 21                                                           | 0 – 3                                                                          | Italia under 21                                                                | Qual. Europeo Under-21 2023                                                    | -                                                                              | 62’                                                                            |
| 9-6-2022                                                                       | Helsingborg                                                                    | Svezia under 21                                                                | 1 – 1                                                                          | Italia under 21                                                                | Qual. Europeo Under-21 2023                                                    | -                                                                              |                                                                                |
| 14-6-2022                                                                      | Ascoli Piceno                                                                  | Italia under 21                                                                | 4 – 1                                                                          | Irlanda under 21                                                               | Qual. Europeo Under-21 2023                                                    | -                                                                              |                                                                                |
| 22-9-2022                                                                      | Pescara                                                                        | Italia under 21                                                                | 0 – 2                                                                          | Inghilterra under 21                                                           | Amichevole                                                                     | -                                                                              | 68’                                                                            |
| 26-9-2022                                                                      | Castel di Sangro                                                               | Italia under 21                                                                | 1 – 1                                                                          | Giappone under 21                                                              | Amichevole                                                                     | -                                                                              | 46’                                                                            |
| 28-6-2023                                                                      | Cluj-Napoca                                                                    | Italia under 21                                                                | 0 – 1                                                                          | Norvegia under 21                                                              | Europeo Under-21 2023 - 1º turno                                               | -                                                                              | 71’                                                                            |
| Totale                                                                         |                                                                                | Presenze                                                                       | 8                                                                              |                                                                                | Reti                                                                           | 0                                                                              |                                                                                |

## Palmarès

### Club
- Serie D: 1

Albissola: 2017-2018 (girone E)
- Campionato italiano di Serie B: 1

Empoli: 2020-2021
- Coppa Italia: 1

Juventus: 2023-2024